# 타트리소나무밭쥐
타트리소나무밭쥐(Microtus tatricus)는 비단털쥐과에 속하는 설치류의 일종이다. 슬로바키아와 폴란드, 우크라이나, 루마니아의 카르파티아산맥의 토착종 밭쥐이다. 2종의 아종이 알려져 있으며, 아종 M. t. tatricus는 슬로바키아와 폴란드의 산맥 서부 지역에서 발견되고 아종 M. t. zykovi는 우크라이나와 루마니아에서 발견된다. 타트리밭쥐 또는 타트리땅밭쥐로도 불린다.

## 서식지
타트리밭쥐는 해발 650m와 2,350m 사이에서 서식한다. 서식지는 아고산지대의 습기가 많은 암반 목초지나 극상 저산대림 상부에서 발견된다. 분포 지역은 경관 고도 구조와 서식지 이질성 때문에 섬 지역에 국한되거나 파편화되어 있다. 타트리밭쥐의 개체수는 200,000~250,000마리로 추산되며 개체수 변동이나 개체수 폭발에 대한 기록은 없다.

## 진화사
타트리소나무밭쥐의 신뢰할 수 있는 진단 특성은 핵형이다. 염색체의 이배체 수와 기본 핵형 성질(2N=32, NF=46)이 밭쥐속의 밭쥐들 중에서 독특하다. 유전적으로 근연종 밭쥐는 고산밭쥐인 고산소나무밭쥐(M. multiplex)와 리히텐슈타인소나무밭쥐(M. liechtensteini), 바바리아소나무밭쥐(M. bavaricus)이다. 공통 조상에서 처음으로 분리되었고, 현재까지 발견된 가장 오래된 화석은 홀로세 화석이다. 국제 자연 보전 연맹(IUCN)에서 "관심대상종"으로 분류하고 있다.